# Nasif Estéfano
Nasif Moisés Estéfano (1932. november 18. – 1973. október 21.) argentin autóversenyző.

## Pályafutása
1960-ban és 1962-ben egy-egy versenyen vett részt a Formula–1-es világbajnokságon. 1960-ban, hazája versenyén debütált és a tizennegyedik helyen ért célba. 1962-ben az olasz nagydíjon is jelen volt, ám nem futotta meg a futamon való induláshoz szükséges limitet.
Több, a világbajnokság keretein túl rendezett Formula–1-es nagydíjon is indult pályafutása során.
1973-ban a Turismo Carretera bajnoka volt. Ennek a sorozatnak egy futamán vesztette életét még az év októberében.

## Eredményei

### Teljes Formula–1-es eredménylistája
(Táblázat értelmezése)

(Félkövér: pole-pozícióból indult; dőlt: leggyorsabb kört futott) 

| Év   | Csapat              | Modell        | Motor               | 1      | 2   | 3   | 4      | 5   | 6   | 7      | 8   | 9   | 10  | Helyezés | Pont |
| ---- | ------------------- | ------------- | ------------------- | ------ | --- | --- | ------ | --- | --- | ------ | --- | --- | --- | -------- | ---- |
| 1960 | Scuderia Centro Sud | Maserati 250F | Maserati Straight-6 | ARG 14 | MON | 500 | NED    | BEL | FRA | GBR    | POR | ITA | USA | -        | 0    |
| 1962 | Scuderia de Tomaso  | De Tomaso 801 | De Tomaso Flat-8    | NED    | MON | BEL | FRA Vi | GBR | GER | ITA NK | USA | RSA |     | -        | 0    |